# Лапорт (округ, Індіана)
Шаблон:StateAbbr_ 41°36′00″ пн. ш. 86°43′00″ зх. д. / 41.6° пн. ш. 86.716666666667° зх. д.
Округ Лапорт (англ. LaPorte County) — округ (графство) у штаті Індіана, США. Ідентифікатор округу 18091.

## Історія
Округ утворений 1832 року.

## Демографія
За даними перепису
2000 року
загальне населення округу становило 110106 осіб, зокрема міського населення було 71101, а сільського — 39005.
Серед мешканців округу чоловіків було 56539, а жінок — 53567. В окрузі було 41050 домогосподарств, 28597 родин, які мешкали в 45621 будинках.
Середній розмір родини становив 3,02.
Віковий розподіл населення поданий у таблиці:
| Стать    | До 15 років | 15-21 | 22-29 | 30-39 | 40-49 | 50-65 | 65-85 | Понад 85 |
| -------- | ----------- | ----- | ----- | ----- | ----- | ----- | ----- | -------- |
| Чоловіки | 11469       | 5518  | 6337  | 9025  | 9313  | 8762  | 5613  | 502      |
| Жінки    | 10794       | 4675  | 4921  | 7409  | 8301  | 8670  | 7597  | 1200     |

## Суміжні округи
- Беррієн, Мічиган — північ
- Сент-Джозеф — схід
- Старк — південь
- Джеспер — південний захід
- Портер — захід
- Кук, Іллінойс — північний захід

## Виноски
1. ↑  U.S. Decennial Census. United States Census Bureau. Архів оригіналу за 19 липня 2018. Процитовано 10 липня 2014.
2. ↑  Historical Census Browser. University of Virginia Library. Архів оригіналу за 11 серпня 2012. Процитовано 10 липня 2014.
3. ↑  Population of Counties by Decennial Census: 1900 to 1990. United States Census Bureau. Архів оригіналу за 4 жовтня 2014. Процитовано 10 липня 2014.
4. ↑  Census 2000 PHC-T-4. Ranking Tables for Counties: 1990 and 2000 (PDF). United States Census Bureau. Архів оригіналу (PDF) за 18 грудня 2014. Процитовано 10 липня 2014.
5. ↑  La Porte County QuickFacts. Бюро перепису населення США. Архів оригіналу за 7 червня 2011. Процитовано 25 вересня 2011.(англ.) Наведено за англійською вікіпедією.
6. ↑  American FactFinder. Бюро перепису населення США. Архів оригіналу за 26 лютого 2012. Процитовано 31 січня 2008.

| США | Це незавершена стаття з географії США. Ви можете допомогти проєкту, виправивши або дописавши її. |